# Pini Balili
Pinhas Felix Balili (in ebraico פִּנחַס פֱלִיקס בַּלִילִי‎?; Gerusalemme, 18 giugno 1979) è un ex calciatore israeliano, di ruolo attaccante.